# Котиттия
Котиттия (греч. ΚοτύΤτια, Котуттия) - оргиастический ночной религиозный праздник Древней Греции и Фракии в честь Котис, богини секса, считавшейся аспектом Персефоны.

## Празднование
Котиттия возникла у эдонов как праздник в честь изнасилования Персефоны. По всей Фракии его тайно праздновали ночью в горах и он был печально известен своей непристойностью и дикостью.
Благодаря влиянию торговли эдонская форма фестиваля распространилась на Афины, Коринф и Хиос, где его след стал настолько заметным, что выражение «спутница Котитто» стало синонимом слова «шлюха».
На Сицилии обряды котиттии были гораздо более прозаическими, там чествовались изображения Персефоны.